# Academia Francesa
La Academia Francesa (en francés: Académie française) es una institución encargada de
regular y perfeccionar el idioma francés. Fue fundada en 1635 por el cardenal Richelieu
durante el reinado de Luis XIII, lo que la hace una de las instituciones más antiguas de Francia. El fin fundamental con el que se creó fue el de normalizar la lengua francesa. Se compone
de cuarenta miembros elegidos por sus iguales, llamados «los Inmortales». Es la primera de las cinco academias del
Instituto de Francia.

## Funciones
La Academia Francesa cumple un doble papel:
- «Velar por la lengua francesa»
La primera misión le fue conferida en su origen por sus estatutos. Para llevarla a cabo, la Academia trabajó en el pasado para fijar la lengua y hacer de ella un patrimonio común a todos los franceses y a todos aquellos que practican la lengua francesa. En efecto, el artículo XXIV de los estatutos precisa que «la función principal de la Academia será la de trabajar con todo el cuidado y toda la diligencia posibles para dar unas reglas seguras a nuestra lengua y volverla pura, elocuente y capaz de tratar las artes y las ciencias». En la actualidad, actúa con el fin de mantener las «calidades» y seguir las evoluciones que considera necesarias. La Academia define así el «buen uso». Lo hace a través del Diccionario de la Academia Francesa, que fija el uso de la lengua, pero también a través de sus recomendaciones y de su participación en diferentes comisiones de terminología. La Academia Francesa se opone a toda mención de las lenguas regionales en la constitución, según una declaración del 12 de junio de 2008, mención que, según los académicos, llevará a Francia a ratificar la Carta Europea de las Lenguas Minoritarias o Regionales.

- Mecenazgo
La segunda misión, el mecenazgo, no prevista originariamente, ha sido posible gracias a las donaciones y los legados que le han sido concedidos. La Academia otorga alrededor de sesenta premios literarios al año, entre los cuales destaca el Gran Premio de literatura de la Academia Francesa. El Gran Premio de la Francofonía merece una mención especial; se otorga anualmente desde 1986 (primer escritor laureado: el poeta y dramaturgo libanés Georges Schehadé) y atestigua el interés constante de la Academia por la expansión de la lengua francesa en el mundo. La Academia concede también subvenciones a sociedades literarias o científicas, obras de caridad, ayudas a familias numerosas, a viudas, a personas desfavorecidas, así como un cierto número de becas.

## Historia
Al principio la Academia no fue más que una reunión extraoficial de literatos. El cardenal Richelieu acudía frecuentemente a estas mesas redondas de gramática y crítica literaria hasta que finalmente, percibiendo el interés de tal organización para su proyecto de unificación nacional, dio a la Academia Francesa su carácter oficial.
La Academia Francesa fue fundada oficialmente en 1634 por Los estatutos y reglamentos pretendidos por el Cardenal, junto con las cartas patentes firmadas en 1635 por Luis XIII y registradas por el parlamento en 1637, consagraron el carácter oficial de una compañía de doctos, que se habían reunido hasta entonces de manera informal.
La misión que le fue asignada desde su origen fue la de fijar la lengua francesa, darle unas normas y hacerla más pura y comprensible para todos. Debe, para ser fiel a ese espíritu, empezar por componer un diccionario. La primera edición del Diccionario de la Academia Francesa fue publicado en 1694, las siguientes en 1718, 1740, 1762, 1798, 1835, 1878, 1932–1935, 1992. La novena edición está en proceso de publicación.
La Academia celebraba sus sesiones, al principio, en casa de tal o tal miembro, a partir de 1639 en casa del canciller Séguier, desde 1672 en el Louvre y, finalmente, en el Colegio de las Cuatro Naciones, convertido en palacio del Instituto de Francia, desde 1805 hasta nuestros días.
Durante esos tres siglos y medio de existencia, supo mantener sus instituciones, que funcionaron con regularidad, salvo la interrupción entre 1793 y 1803 durante la Revolución, el Directorio y el Consulado.
El cardenal Richelieu se había proclamado protector de la Academia. Tras su muerte, esta protección la asumieron el canciller Séguier, Luis XIV y, tras ellos, todos los reyes y jefes del estado de Francia.
La historia de esta primera etapa de la Academia se dio a conocer a través del relato detallado escrito por dos de sus miembros en Histoire de l’Académie Française, cuyo primer volumen, aparecido en 1653, es de Paul Pellisson y el segundo, aparecido en 1729, del abad de Olivet.

### El origen de los cuarenta sillones
El origen de los cuarenta sillones de la Academia Francesa lo relata el académico Charles Pinot Duclos: «Antiguamente no había más que un sillón en la Academia, que era el sitio del director. Todos los demás académicos, fueran del rango que fueran, no tenían más que sillas. El cardenal de Estrées, habiéndose quedado inválido, buscó un alivio para su estado en la asiduidad a nuestras asambleas: vemos a menudo a quienes la edad, las desgracias o el hastío de la grandeza fuerzan a renunciar, venir a buscar consuelo en nosotros o desengañarse. El cardenal pidió que se le permitiera solicitar un asiento más cómodo que una silla. Se rindieron cuentas a Luis XIV quien, previendo las consecuencias de tal distinción, ordenó al intendente del guardamuebles hacer traer cuarenta sillones a la Academia y confirmó para siempre la igualdad académica. La compañía no podía esperar menos de un rey que había querido declararse el protector».

### El «sillón 41»
Un gran número de escritores, con frecuencia ilustres, no han atravesado nunca las puertas de la Academia, bien porque nunca han sido candidatos, o bien porque su candidatura ha sido desestimada, o incluso porque han muerto prematuramente. La expresión «41º sillón» la forjó el escritor Arsène Houssaye en 1855 para designar a estos autores, entre los que pueden citarse Descartes, Molière, Pascal, De La Rochefoucauld, Rousseau, Diderot, Beaumarchais, Chénier, Honoré de Balzac, Alejandro Dumas (padre), Gautier, Flaubert, Stendhal, Nerval, Maupassant, Baudelaire, Émile Zola, Daudet, Marcel Proust, Gide, Jean Giraudoux o Albert Camus, entre otros.

## Estatutos y organización
En virtud de la ley de programa para la investigación (2006), la Academia Francesa es una persona jurídica de derecho público con un estatuto particular gestionado por sus miembros en asamblea. Elige a su secretario perpetuo que, como su nombre indica, ejerce hasta su fallecimiento o su dimisión. Esta permanencia le convierte en el personaje más importante de la institución. La asamblea elige igualmente, cada tres meses, un presidente encargado de presidir las sesiones.

## Los «Inmortales»
La Academia Francesa se compone de cuarenta miembros elegidos por sus iguales. Desde su fundación, ha recibido en su seno a más de 700 miembros. Agrupa a poetas, novelistas, dramaturgos, filósofos, historiadores, médicos, científicos, etnólogos, críticos de arte, militares, personalidades del Estado, personalidades de la Iglesia, que han ilustrado especialmente la lengua francesa.
Los académicos deben su sobrenombre de inmortales al lema «A la inmortalidad», que figura sobre el sello cedido a la Academia por su fundador, el cardenal Richelieu, y que se refiere a la lengua francesa y no a los académicos. Con frecuencia, se les ha llamado a ser jueces ilustrados del buen uso de las palabras, a precisar las nociones y los valores de los que estas palabras son portadoras. Esta autoridad moral en materia de lenguaje se enraíza en usos, tradiciones, un fasto.
La elección en la Academia Francesa es a menudo considerada por la opinión pública como una consagración suprema. Dicho esto, siempre ha existido una «contra cultura» encabezada por autores que la Academia ha rechazado o que no han sido propuestos. Estos autores critican con virulencia a la Academia y a los académicos, que esperan en vano pasar a la «prosteridad» [sic], según la palabra de Jean Cocteau.
Edmond Rostand, académico, se burla de la Academia en Cyrano de Bergerac (teatro) evocando con ironía a los miembros olvidados de la primera generación.
En 1980, Marguerite Yourcenar, novelista y ensayista, fue la primera mujer elegida en la Academia Francesa. Desde entonces, la Academia ha acogido a Jacqueline Worms de Romilly en 1988, a Hélène Carrère d’Encausse en 1990, a Florence Delay en 2000, a Assia Djebar en 2005 y a Simone Veil en 2008.
El célebre traje verde que visten los académicos, con el bicornio, la capa y la espada, durante las sesiones solemnes bajo la Coupole, fue diseñado durante el Consulado, por el pintor Jean-Baptiste Isabey. Es común a todos los miembros del Instituto de Francia. Los «Inmortales» y los eclesiásticos están exentos de llevarlo, así como la espada. Romilly, Carrère d’Encausse y Delay optaron por el traje verde durante su investidura. Carrère d’Encausse fue la primera mujer en llevar la espada, un arma que creó para la ocasión el orfebre georgiano Goudji. Delay y Djebar también escogieron llevar la espada. En cuanto a la helenista Jacqueline de Romilly, recibió un broche simbólico durante su elección en la Academia de las Inscripciones y Lenguas Antiguas en 1975.
La calidad de académico es un privilegio inamovible. Nadie puede dimitir de la Academia Francesa. Todo aquel que se declare dimisionario no será remplazado antes de su muerte: Pierre Emmanuel y Julien Green son dos ejemplos recientes.
La Academia puede sentenciar las exclusiones por motivos graves, sobre todo por aquellos que manchan el honor. Estas exclusiones a lo largo de la historia han sido muy poco frecuentes. Varias fueron puestas en marcha tras la Segunda Guerra Mundial por colaboración: Charles Maurras, Abel Bonnard, Abel Hermant, Philippe Pétain.

## Miembros actuales
| Sillón | Miembro               | Fecha de elección       | Recibido por              | Respuesta al discurso de recepción |
| ------ | --------------------- | ----------------------- | ------------------------- | ---------------------------------- |
| 1      | Claude Dagens         | 17 de abril de 2008     | Florence Delay            |                                    |
| 2      | Dany Laferrière       | 13 de diciembre de 2013 | Amin Maalouf              |                                    |
| 3      | Vacante               |                         |                           |                                    |
| 4      | Jean-Luc Marion       | 6 de noviembre de 2008  | Claude Dagens             |                                    |
| 5      | Andreï Makine         | 3 de marzo de 2016      | Dominique Fernandez       |                                    |
| 6      | Christian Jambet      | 8 de febrero de 2024    |                           |                                    |
| 7      | Jules Hoffmann        | 1 de marzo de 2012      | Yves Pouliquen            |                                    |
| 8      | Daniel Rondeau        | 6 de junio de 2019      | Danièle Sallenave         |                                    |
| 9      | Patrick Grainville    | 8 de marzo de 2018      | Dominique Bona            |                                    |
| 10     | Vacante               |                         |                           |                                    |
| 11     | Gabriel de Broglie    | 22 de marzo de 2001     | Maurice Druon             | [*]                                |
| 12     | Chantal Thomas        | 28 de enero de 2021     | Dany Laferrière           |                                    |
| 13     | Maurizio Serra        | 9 de enero de 2020      | Xavier Darcos             |                                    |
| 14     | Vacante               |                         |                           |                                    |
| 15     | Frédéric Vitoux       | 13 de diciembre de 2001 | Michel Déon               | [*]                                |
| 16     | Raphaël Gaillard      | 25 de abril de 2024     |                           |                                    |
| 17     | Érik Orsenna          | 28 de mayo de 1998      | Bertrand Poirot-Delpech   | [*]                                |
| 18     | Vacante               |                         |                           |                                    |
| 19     | Sylviane Agacinski    | 1 de junio de 2023      | Marc Lambron              |                                    |
| 20     | Vacante               |                         |                           |                                    |
| 21     | Alain Finkielkraut    | 10 de abril de 2014     | Pierre Nora               |                                    |
| 22     | Alain Aspect          | 27 de junio de 2025     |                           |                                    |
| 23     | Pierre Rosenberg      | 7 de diciembre de 1995  | José Cabanis              | [*]                                |
| 24     | François Sureau       | 15 de octubre de 2020   | Michel Zink               |                                    |
| 25     | Dominique Fernandez   | 8 de marzo de 2007      | Pierre-Jean Rémy          | [*]                                |
| 26     | Jean-Marie Rouart     | 18 de diciembre de 1997 | Hélène Carrère d'Encausse | [*]                                |
| 27     | Pierre Nora           | 7 de junio de 2001      | René Rémond               | [*]                                |
| 28     | Jean-Christophe Rufin | 19 de junio de 2008     | Yves Pouliquen            |                                    |
| 29     | Amin Maalouf          | 23 de junio de 2011     | Jean-Christophe Rufin     |                                    |
| 30     | Danièle Sallenave     | 7 de abril de 2011      | Dominique Fernandez       |                                    |
| 31     | Michael Edwards       | 21 de febrero de 2013   | Frédéric Vitoux           |                                    |
| 32     | Pascal Ory            | 4 de marzo de 2021      | Erik Orsenna              |                                    |
| 33     | Dominique Bona        | 18 de abril de 2013     | Jean-Christophe Rufin     |                                    |
| 34     | François Cheng        | 13 de junio de 2002     | Pierre-Jean Rémy          | [*]                                |
| 35     | Antoine Compagnon     | 17 de febrero de 2022   |                           |                                    |
| 36     | Barbara Cassin        | 3 de mayo de 2018       | Jean-Luc Marion           |                                    |
| 37     | Michel Zink           | 14 de diciembre de 2017 | Michael Edwards           |                                    |
| 38     | Marc Lambron          | 26 de junio de 2014     | Érik Orsenna              |                                    |
| 39     | Jean Clair            | 22 de mayo de 2008      | Marc Fumaroli             |                                    |
| 40     | Xavier Darcos         | 13 de junio de 2013     | Jean-Loup Dabadie         |                                    |

## Rectificaciones ortográficas
El 24 de octubre de 1989, se propuso al Consejo Superior la reflexión sobre cinco puntos concernientes a la ortografía:
- el guion;
- el plural de las palabras compuestas;
- el acento circunflejo;
- el participio pasado de los verbos pronominales;
- diversas anomalías.

Sobre estos cinco puntos se han fijado las propuestas de la Academia Francesa. No conciernen solo a la ortografía del vocabulario existente, sino también el vocabulario que surja, en particular en el ámbito de las ciencias y la tecnología.
Estas rectificaciones, presentadas por el Consejo Superior de la Lengua Francesa, obtuvieron críticas favorables por parte de todos los miembros de la Academia Francesa, así como por el acuerdo del Consejo de la Lengua Francesa de Quebec y el de la comunidad francesa de Bélgica.
Las rectificaciones, moderadas en su contenido y extensión, fueron publicadas por el Journal Officiel el 6 de diciembre de 1990 y podrían resumirse en los siguientes puntos:
- ciertas palabras prescindirán del guion para su enlace;
- las palabras compuestas seguirán en el plural las reglas de las palabras simples;
- el acento circunflejo no será obligatorio en las letras «i» y «u» salvo en las terminaciones verbales y algunas excepciones;
- el participio pasado será invariable en caso de «dejar» seguido de un infinitivo;
- anomalías:
  - para la acentuación y el plural de los préstamos se seguirán las reglas de las palabras francesas; las grafías se escribirán conforme a las reglas de la escritura francesa, o coherentemente siguiendo una serie en particular.

## La Academia en la ficción
- En la novela de ficción Le fauteuil hanté (1909) de Gastón Leroux, los sucesivos miembros de un mismo sillón mueren en circunstancias misteriosas.
- En la película L'aile ou la cuisse (de Claude Zidi), el actor Louis de Funès (interpretando el papel de director de una famosa guía gastronómica) se convierte en uno de los Cuarenta Inmortales.
- Jean-Pierre Brisset (1837-1919) hace diferentes alusiones en sus libros a los trajes verdes de los académicos.

## Grandes Premios

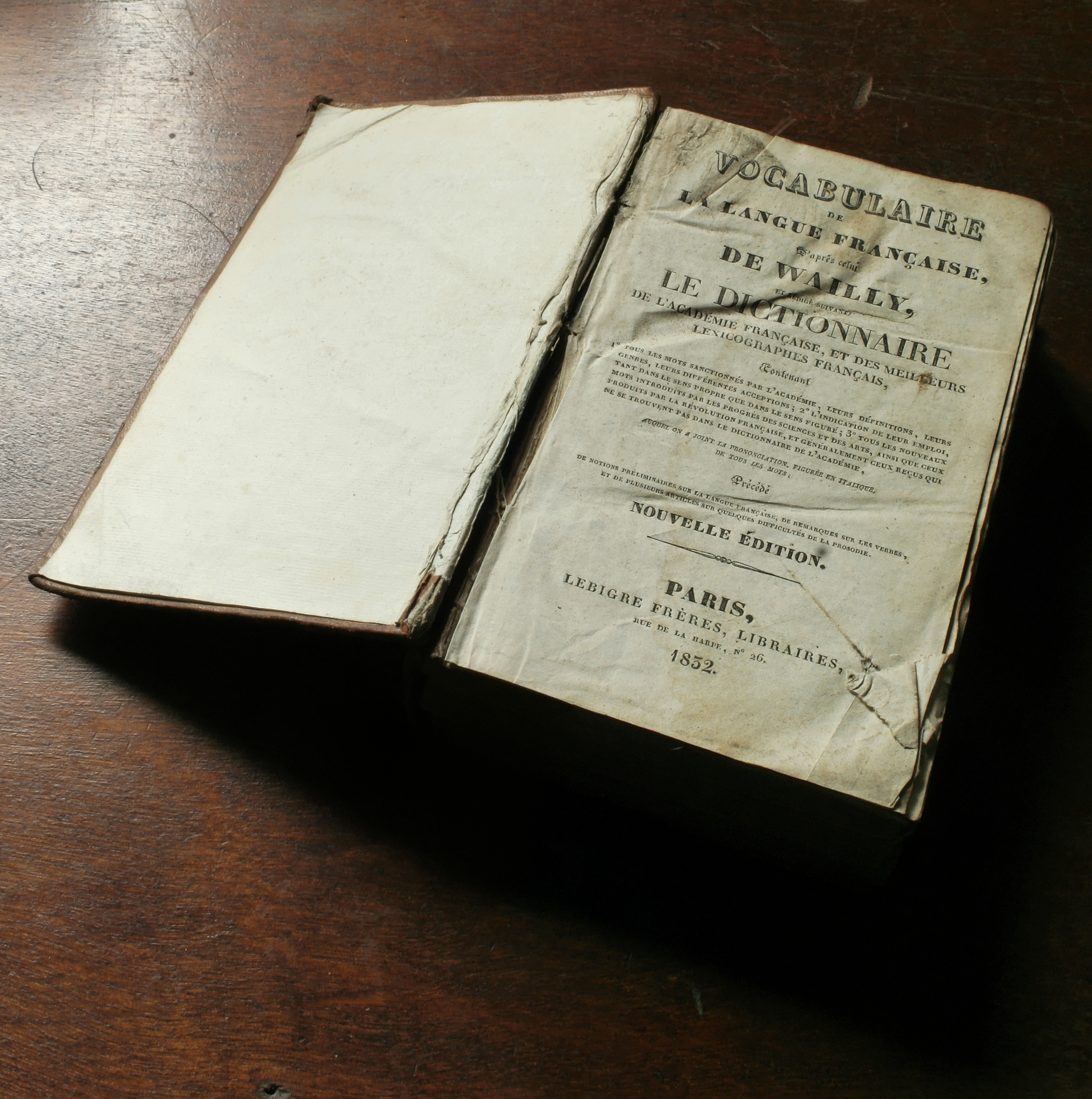
Vocabulario de la Academia

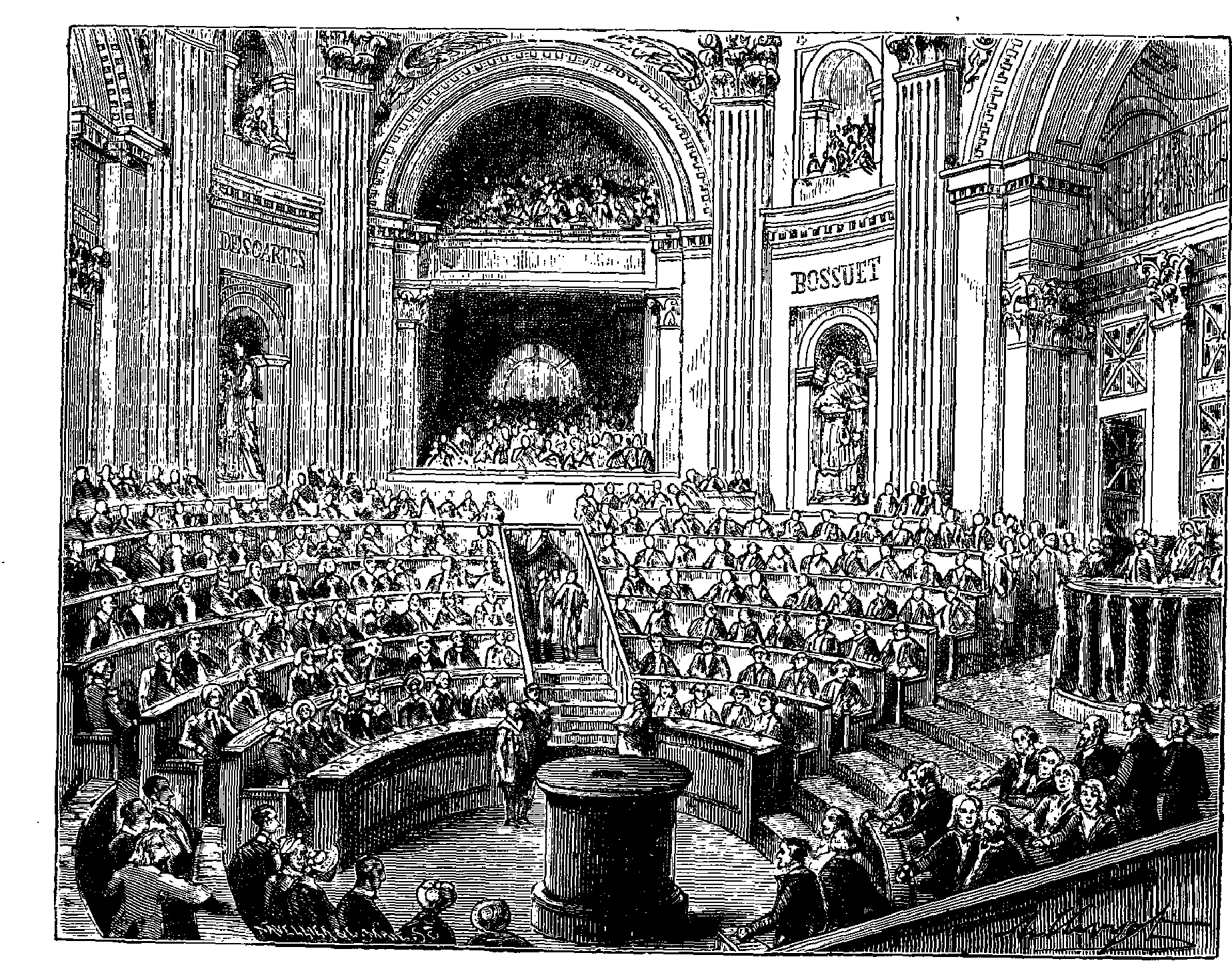
La France illustrée

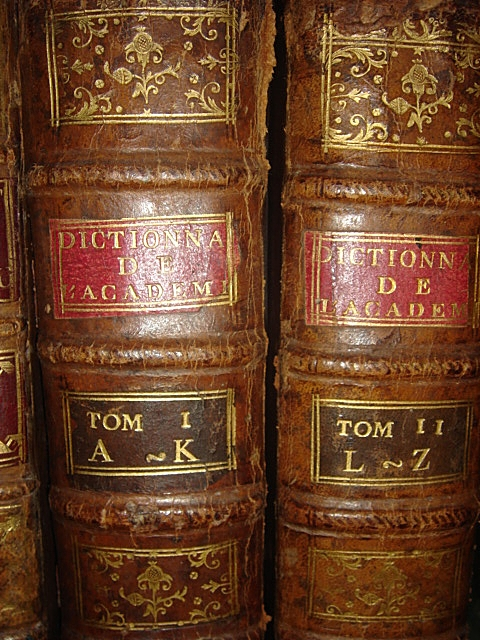
Diccionario de la Academia Francesa, en 2 volúmenes

- Anexo:Gran Premio de literatura de la Academia Francesa
- Anexo:Gran Premio de Filosofía de la Academia Francesa
- Anexo:Gran Premio de literatura Paul Morand
- Gran Premio de Novela de la Academia Francesa
- Anexo:Ganadores del Gran premio del teatro de la Academia Francesa
- Anexo:Gran Premio de poesía de la Academia Francesa
- Anexo:Premio de ensayo de la Academia Francesa
- Anexo:Premio de biografía de la Academia Francesa
- Anexo:Premio cardenal Grente
- Gran Premio Gobert
- Anexo:Gran Premio de la Francofonía